# Ainsliaea brandisiana
Ainsliaea brandisiana là một loài thực vật có hoa trong họ Cúc. Loài này được Kurz mô tả khoa học đầu tiên năm 1872.